# Museo de Arte Contemporáneo de Vigo
El Museo de Arte Contemporáneo de Vigo (MARCO) es un museo de arte contemporáneo inaugurado el 13 de noviembre de 2002 en la ciudad de Vigo, Galicia, España.
El museo ocupa un edificio panóptico rehabilitado en 1995, situado en pleno centro de la ciudad y que fue usado anteriormente como Palacio de Justicia y cárcel. En 1990 fue declarado Bien de Interés Cultural. En este museo se realizan diversas actividades y exposiciones temáticas.

## Historia
Este edificio del siglo XIX nació como consecuencia de la necesidad que tenía la ciudad de Vigo de una cárcel pública. De este modo, el 16 de mayo de 1861 el Ministerio aprueba la construcción de la nueva cárcel. El proyecto corrió a cargo del arquitecto José María Ortiz y Sánchez. Lo que en principio iba a ser una simple cárcel, acabó convirtiéndose en un Palacio de Justicia con juzgados, prisiones y un pequeño albergue para los guardianes, cuya construcción terminó en 1880.
Exactamente un siglo después, el Ayuntamiento pensaba derribar este edificio para construir una plaza arbolada en su lugar, pero tras el fuerte rechazo de este nuevo proyecto por parte de los arquitectos Álvaro Siza Vieira y Javier Sáenz de Oiza y del catedrático de Historia del Arte de la Escuela Superior de Madrid, Pedro Navascués Palacio, se consiguió que el 6 de octubre de 1990 la Dirección General de Patrimonio de la Junta de Galicia declarase el edificio como Bien de Interés Cultural.
En 1995 se adjudica el proyecto para la rehabilitación de este edificio al equipo de arquitectos vigueses Salvador Fraga Rivas, Francisco Javier García-Quijada Romero y Manuel Portolés Sanjuán. El objetivo de este nuevo proyecto es destinar el inmueble a ser el Museo de Arte Contemporáneo (MARCO). Tras años de trabajo y más de 2 millones de euros invertidos en la rehabilitación, el Museo fue inaugurado en 2002.
Este edificio de planta hexagonal irregular tiene cuatro grandes salas de techo acristalado (que antiguamente eran patios interiores), así como una plaza central donde antiguamente se situaba la capilla. Su fachada principal, que da a la Calle del Príncipe (antigua carretera de Orense), destaca por ser muy esbelta y por el elevado zócalo que la recorre.

### Actividad
El museo, de titularidad municipal, fue inaugurado el 13 de noviembre de 2002. La primera directora del museo fue Carlota Álvarez Basso, quien fue substituida por Iñaki Martínez Antelo en el mes de noviembre de 2005. El museo dispone de 10 007 m², de los cuales 3500 están destinados a salas de exposiciones.
Nació con el objetivo de conservar, investigar y exhibir obras de arte, estando entre sus prioridades la producción, formación, comunicación y difusión de la cultura contemporánea. Es un centro con una programación multidisciplinar abierta a todos los soportes artísticos actuales, orientado al conocimiento del arte y de la cultura.
El MARCO forma parte de la Red Española de Museos. El modelo de colaboración de la red es la Asociación Estratégica de Museos, que posibilita modelos de gestión con un carácter estructurado y normalizado. Entre las premisas de esta alianza están la coproducción de muestras, la creación de programas conjuntos, el intercambio de experiencias e información y el préstamo de depósito patrimonial.
El 13 de noviembre de 2007 el MARCO celebró su quinto aniversario con Tempo ao tempo, exposición conmemorativa sobre el paso del tiempo que, por primera vez, ocupó los dos andares y el espacio anexo del museo. La muestra fue considerada por la revista El Cultural como una de las diez mejores exposiciones hechas en España durante 2007.

## Galería de imágenes

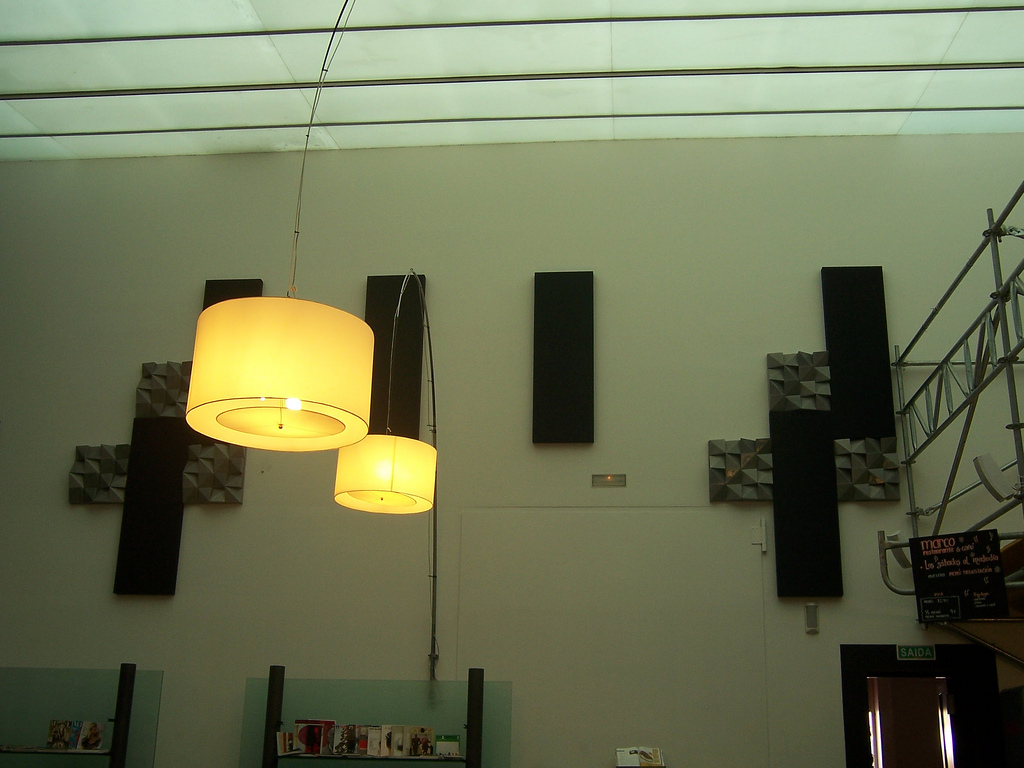
Cafetería.
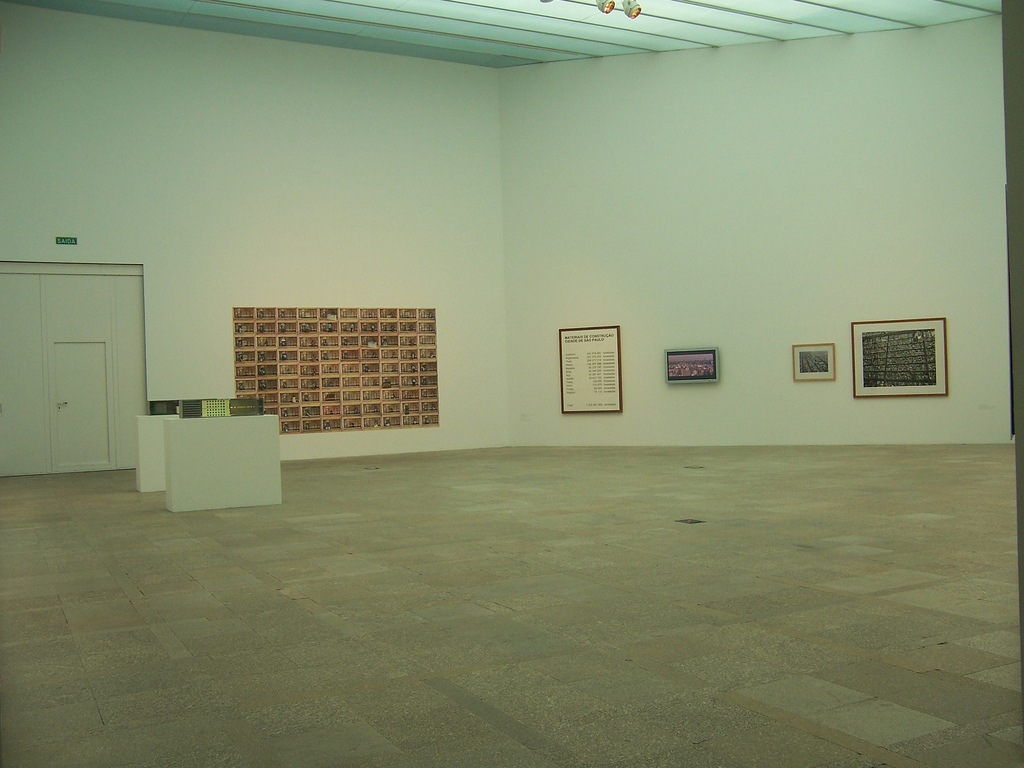
Una de las salas de exposición.
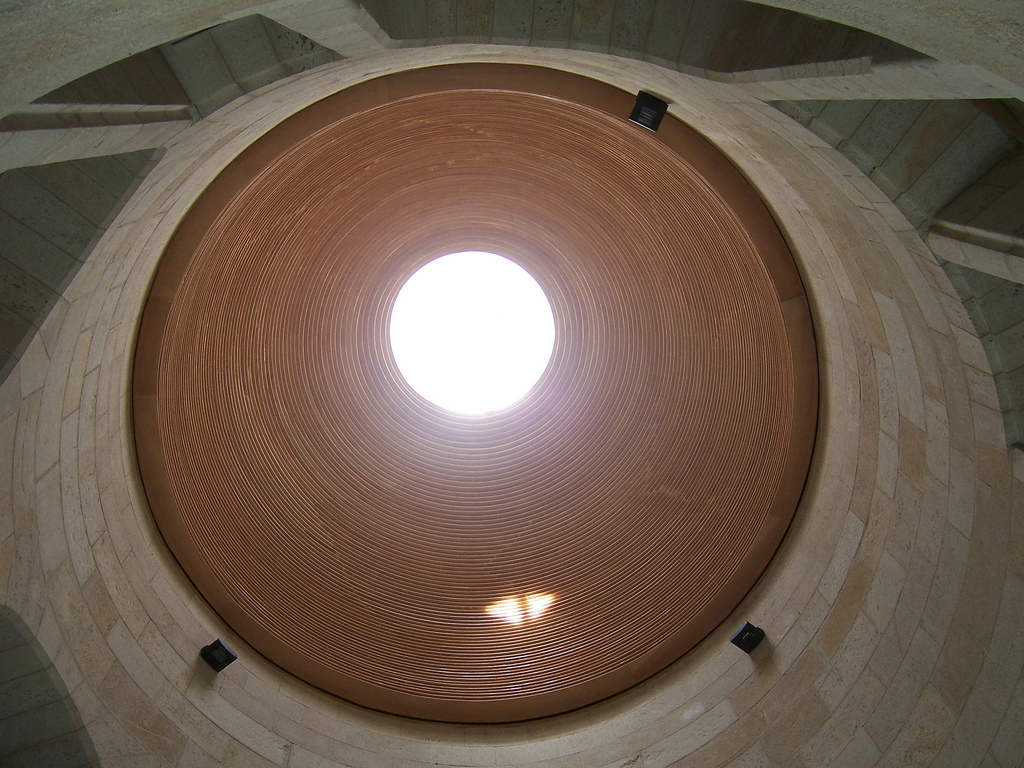
Cúpula del museo.
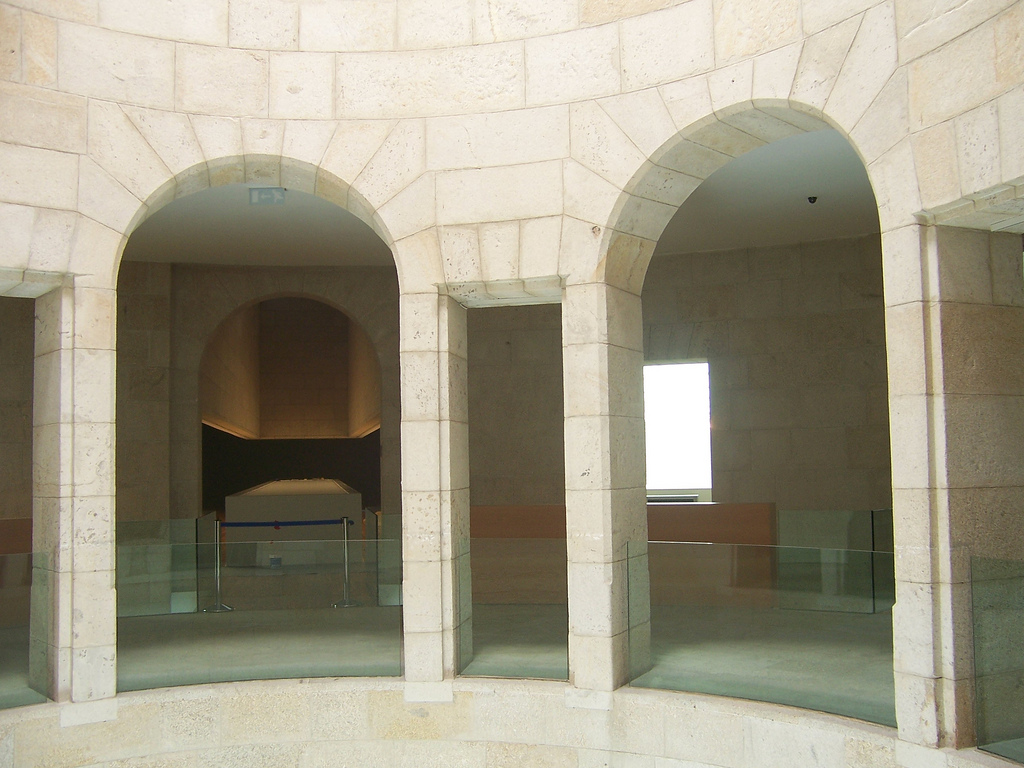
Pórticos interiores.